# Bapska
Bapska es una localidad de Croacia en el ejido de la ciudad de Ilok, condado de Vukovar-Sirmia.

## Geografía
Se encuentra a una altitud de 147 m s. n. m. a 324 km de la capital nacional, Zagreb.

## Demografía
En el censo 2011 el total de población de la localidad fue de 928 habitantes.
| Gráfica de población de Bapska 1857-2011                            |
|                                                                     |
| Según los censos de población de la oficina estadística de Croacia. |